# ألبرت جي. إتنغر
ألبرت جي. إتنغر هو سياسي كندي، ولد في 18 أبريل 1919 في Shubenacadie, Nova Scotia ‏ في كندا، وتوفي في 23 أبريل 2013 في Truro, Nova Scotia ‏ في كندا. نشط حزبياً في جمعية المحافظين التقدمية لنوفا سكوشا.